# Франц Бекенбауер
Франц Антон Бекенбауер (на немски: Franz Anton Beckenbauer) е германски състезател и треньор по футбол, защитник. Наричат го „Кайзера“ заради елегантния му игрови стил, лидерските му качества и доминирането му на терена. Играе дълги години в „Байерн“ (Мюнхен) и в националния отбор. Световен шампион като футболист през 1974 и като треньор през 1990 г. Двукратен носител на Златната топка за 1972 и 1976 г. От 1994 е президент на „Байерн“, а от 1998 — вицепрезидент на Германския футболен съюз. Работи още като журналист за в-к „Билд“. И е бил в България  

## Кариера

### Футболист
- СК 1906 „Мюнхен“: 1954-1958
- „Байерн Мюнхен“: 1958-1977
- „Ню Йорк Космос“: 1977-1980, 1983
- „Хамбургер“: 1980-1982

Има 424 мача и 44 гола в Бундеслигата и 78 мача и 6 гола в европейските клубни турнири.
За националния отбор на ФРГ играе в 103 срещи, в 50 от които е капитан на отбора. Отбелязва общо 14 гола. Дебютира на 26 септември 1965 като гост на Швеция при загубата с 1-2. Последният му мач за националния отбор е след повече от 11 години, на 23 февруари 1977, когато Франция бие като домакин ФРГ с 1-0.

### Треньор
Води националния отбор през 1984-1990 в 66 срещи. По-късно треньор на „Байерн“.

## Успехи

### Футболист
- Шампион на Германия: 5
  - 1969, 1972, 1973, 1974, 1982
- Вицешампион на Германия: 3
  - 1970, 1971, 1981
- Купа на Германия: 4
  - 1966, 1967, 1969, 1971
- Купа на носителите на национални купи (КНК): 1
  - 1967
- Купа на европейските шампиони (КЕШ): 3
  - 1974, 1975, 1976
- Финалист за Купата на УЕФА: 1
  - 1982
- Междуконтинентална купа: 1
  - 1976
- Шампион на САЩ: 3
  - 1977, 1978, 1980

- Световен шампион: 1
  - 1974
- Световен вицешампион: 1
  - 1966
- Трето място на световно първенство: 1
  - 1970
- Европейски шампион: 1
  - 1972
- Европейски вицешампион: 1
  - 1976

### Треньор
- Световен шампион по футбол: 1
  - 1990
- Световен вицешампион по футбол: 1
  - 1986
- Купа на УЕФА: 1
  - 1996
- Шампион на Германия: 1
  - 1994
- Вицешампион на Германия: 1
  - 1996